# The Learning Tree
The Learning Tree is een Amerikaanse film uit 1969 geregisseerd, geproduceerd en geschreven door Gordon Parks. Het scenario is dan ook sterk gebaseerd op Parks' eigen ervaringen. De film werd in 1989 opgenomen in het National Film Registry.

## Verhaal
Een zwarte tiener woont in de jaren '20 in Kansas en moet daar dagelijks zien om te gaan met racisme.

## Rolverdeling
| Acteur            | Personage          |
| ----------------- | ------------------ |
| Kyle Johnson      | Newt Winger        |
| Alex Clarke       | Marcus Savage      |
| Estelle Evans     | Sarah Winger       |
| Mira Waters       | Arcella Jefferson  |
| George Mitchell   | Jake Kiner         |
| Richard Ward      | Booker Savage      |
| Malcolm Atterbury | Silas Newhall      |
| Russell Thorson   | rechter Cavanaugh  |
| Zooey Hall        | Chauncey Cavanaugh |
| Dana Elcar        | Sheriff Kirky      |
| Felix Nelson      | Jack Winger        |
| Joel Fluellen     | oom Rob            |